# Saint-Pierre-de-Curtille
Saint-Pierre-de-Curtille è un comune francese di 455 abitanti situato nel dipartimento della Savoia della regione dell'Alvernia-Rodano-Alpi.
Nel territorio comunale di Saint-Pierre-de-Curtille si trova l'Abbazia di Altacomba, mausoleo storico dei membri di Casa Savoia.

## Società

### Evoluzione demografica
Abitanti censiti